# Selma Rosun
Selma Sharon Jessika Rosun (Saint-Pierre, 26 aprile 1991) è una giavellottista mauriziana.

## Biografia
Dopo essere stata impegnata nella pallavolo durante il periodo scolastico, Rosun si dedica successivamente all'atletica leggera, debuttando nella nazionale seniores nel 2010, prendendo parte ai Campionati africani in Kenya. Ha preso parte soprattutto a manifestazioni del continente africano, vincendo una medaglia di bronzo nel 2014 in Marocco. In ambito intercontinentale ha preso parte a due finale dei Giochi del Commonwealth e vinto una medaglia di bronzo ai Giochi della Francofonia.

## Palmarès
| Anno | Manifestazione                     | Sede         | Evento                 | Risultato | Prestazione | Note  |
| ---- | ---------------------------------- | ------------ | ---------------------- | --------- | ----------- | ----- |
| 2009 | Campionati africani U20            | Bambous      | Lancio del giavellotto | Bronzo    | 44,42 m     |       |
| 2010 | Campionati africani                | Nairobi      | Lancio del giavellotto | 10ª       | 43,41 m     |       |
| 2011 | Giochi isole Oceano indiano        | Victoria     | Lancio del giavellotto | Bronzo    | –           | [ 3 ] |
| 2011 | Giochi panafricani                 | Maputo       | Lancio del giavellotto | 5ª        | 43,14 m     |       |
| 2012 | Campionati africani                | Porto-Novo   | Lancio del giavellotto | 6ª        | 45,93 m     |       |
| 2013 | Campionati dell'Africa meridionale | Gaborone     | Lancio del giavellotto | Oro       | 45,79 m     |       |
| 2013 | Giochi della Francofonia           | Nizza        | Lancio del giavellotto | Bronzo    | 49,36 m     |       |
| 2014 | Giochi del Commonwealth            | Glasgow      | Lancio del giavellotto | 12ª       | 47,39 m     |       |
| 2014 | Campionati africani                | Marrakech    | Lancio del giavellotto | Bronzo    | 48,04 m     |       |
| 2015 | Giochi isole Oceano indiano        | Saint-Denis  | Lancio del giavellotto | Oro       | 48,89 m     |       |
| 2015 | Giochi panafricani                 | Brazzaville  | Lancio del giavellotto | 6ª        | 48,49 m     |       |
| 2016 | Campionati africani                | Durban       | Lancio del giavellotto | 7ª        | 48,90 m     |       |
| 2017 | Giochi della Francofonia           | Abidjan      | Lancio del giavellotto | 4ª        | 48,02 m     |       |
| 2018 | Giochi del Commonwealth            | Gold Coast   | Lancio del giavellotto | 7ª        | 49,09 m     | [ 4 ] |
| 2018 | Campionati africani                | Asaba        | Lancio del giavellotto | 5ª        | 50,65 m     |       |
| 2019 | Giochi panafricani                 | Rabat        | Lancio del giavellotto | 5ª        | 51,81 m     |       |
| 2022 | Campionati africani                | Saint Pierre | Lancio del giavellotto | 7ª        | 45, m       |       |
| 2024 | Giochi panafricani                 | Accra        | Lancio del giavellotto | 4ª        | 50,75 m     |       |
| 2024 | Campionati africani                | Douala       | Lancio del giavellotto | 4ª        | 49,41 m     |       |